# Bolatta Silis-Høegh
Bolatta Tatjana Paarnaq Silis-Høegh (*17. dubna 1981, Qaqortoq) je grónská výtvarnice a autorka knih pro děti.

## Životopis
Bolatta Silis-Høegh se narodila 17. dubna 1981 na jihu Grónska. Její otec, lotyšský výtvarník, spisovatel a fotograf Ivars Sīlis, uprchl během druhé světové války v roce 1944 před vpádem Rudé armády do Dánska. V roce 1976 se oženil s grónskou výtvarnicí Akou Høegh. Jejím bratrem je režisér Inuk Silis-Høegh.
Bolatta Silis-Høegh v roce 2006 absolvovala Akademii umění v dánském Aarhusu. Její první výstava, Den røde snescooter ("Červený sněžný skútr"), byla instalována roku 2005 v Dánsku. Její díla byla od té doby vystavena na samostatných i skupinových výstavách v Dánsku, Grónsku i v zahraničí. Její instalace Greenlandic Future Garden z roku 2010 získala Cenu Dánské rady pro umění. Instalace Ningiu byla v roce 2012 vystavena v dánském pavilonu na Bienále architektury v Benátkách. V letech 2015 a 2016 její samostatné výstavy Lights On Lights Off a STORM procestovaly Skandinávii.
Je také jednou z nejznámějších současných grónských autorek pro děti. V roce 2011 vydala dětskou knihu Aima, kterou sama napsala a ilustrovala. Jde o příběh stejnojmenné prvňačky, která sní o tom, co bude dělat, až vyroste. Navazující kniha Aima qaa schhh! byla v roce 2016 nominována na Cenu Severské rady za literaturu pro děti a mládež. V srpnu 2020 vyšel třetí příběh Aimy v dánštině a grónštině, Aima Qaqqap Arnaalu.

## Osobní život
Bolatta Silis-Høegh žije a pracuje převážně v Kodani. Jejím manželem je dánsko-grónský filmový producent Emile Hertling Péronard. Manželé mají dvě děti.